# Karl Ernst Wedel

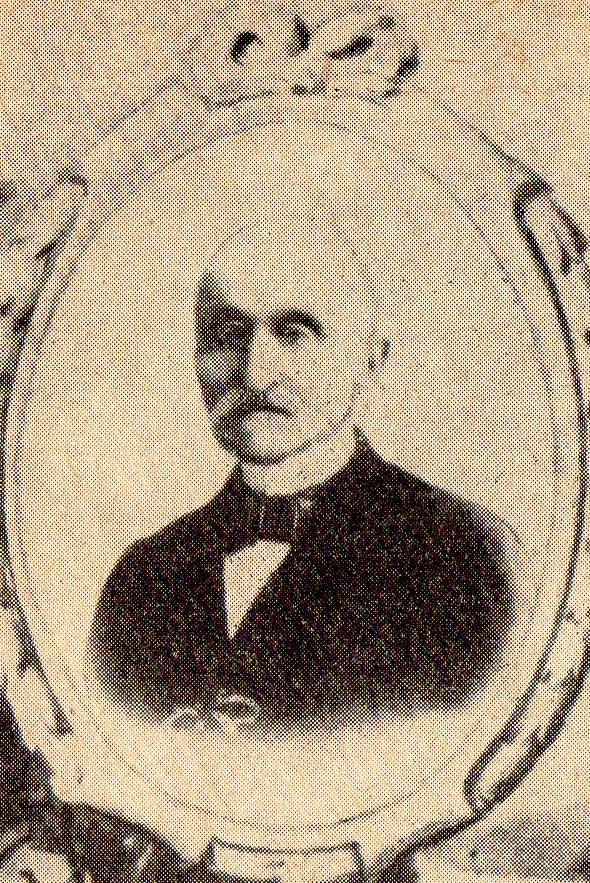
Karl Ernst Wedel

Karl Ernst Heinrich Wedel (* 7. Februar 1813 in Ihlenfeld; † 17. Juni 1902 in Warschau) war ein deutscher Konditor, der den Schokoladenkuchen nach Polen brachte. Die aus seinem Geschäft hervorgegangene Firma C. E. Wedel produziert heute noch in Polen.

## Leben
Karl Ernst Wedel wurde als Sohn des (Guts-)Schreibers Joachim Friedrich Wedel und dessen Frau Christine, geb. Krüger, in Ihlenfeld (heute Ortsteil von Neuenkirchen bei Neubrandenburg) geboren. Wedel hatte um 1830 eine Handwerkslehre als Konditor durchlaufen und war (vielleicht im Zuge der damals obligatorischen Gesellenwanderschaft) nach Berlin gelangt, wo er am 5. Oktober 1837 in erster Ehe Dorothea Friederike, geb. Schirmer (* 1809) heiratete, die Tochter eines Ackerbürgers aus Lindow. 1840 heiratete er in zweiter Ehe Karoline Auguste, geborene Wisnowska. Aus der Ehe ging ein Sohn, Emil, hervor. 
Der 1845 aus Deutschland zugewanderte Zuckerbäcker eröffnete in der Honigstraße (polnisch: ulica Miodowa) 1851 eine Konditorei, die damals die erste in Warschau war. Die daraus hervorgegangene Schokoladen- und Süßwarenfabrik machte sein Sohn Emil (1841–1919) zum größten Unternehmen dieser Branche, sie blieb bis 1948 in Familienhand. Die Marke „E. Wedel“ sieht man bis heute auf den Süßwaren, die in dem in den 1990er Jahren privatisierten Betrieb – zurzeit im Besitz der koreanischen Lotte Group – hergestellt werden.
Karl Ernst Wedel starb im Alter von 89 Jahren in Warschau.